# WR 102ka
WR 102ka, auch Pfingstrosennebelstern genannt, ist ein sehr massereicher Stern von etwa 100 Sonnenmassen im Sternbild Schütze. Es handelt sich um einen blauen Hyperriesen, der zur Klasse der Wolf-Rayet-Sterne gehört. Er ist einer der leuchtkräftigsten Sterne der Milchstraße.
Der rund 26.000 Lichtjahre entfernte Stern wurde mit Hilfe des Spitzer-Weltraumteleskops nahe dem Zentrum unserer Galaxie entdeckt. Seinen Namen erhielt er durch den ihn umgebenden gleichnamigen Nebel, dessen Erscheinung an die Blüten von Pfingstrosen erinnert.

## Physikalische Eigenschaften
WR 102ka ist im sichtbaren Licht nicht beobachtbar. Erst Beobachtungen im infraroten Spektralbereich durch Spitzer machten ihn sichtbar.
Mit Hilfe des 3,6-Meter-New-Technology-Telescope (NTT) der Europäischen Südsternwarte (ESO) in Chile konnte die Helligkeit von WR 102ka näher bestimmt werden. Er erreicht Messungen zufolge die 3,2-millionenfache Leuchtkraft unserer Sonne, wobei die absolute Leuchtkraft nur sehr schwer zu bestimmen ist, weshalb es durchaus möglich ist, dass er eine ähnlich hohe Leuchtkraft wie Eta Carinae aufweist.
WR 102ka gehört zum WN-Typ der Wolf-Rayet-Sterne, welcher hauptsächlich Emissionslinien von Stickstoff zeigt.

## Entwicklung
Bei den leuchtkräftigsten Sternen handelt es sich gleichzeitig um die massereichsten. Forscher gehen davon aus, dass der Pfingstrosennebelstern seine Existenz als Leuchtkräftiger Blauer Veränderlicher (LBV) mit 150–200 Sonnenmassen begann. Solche extrem massereichen Sterne sind äußerst selten und stellen Forscher bis heute vor ein Rätsel, da ihre Masse eigentlich über der Höchstgrenze für einen Einzelstern liegt (siehe Eddington-Grenze als theoretische Höchstgrenze der Sternenmasse, bzw. Humphreys-Davidson-Grenze). Jenseits dieser Grenze erzeugt ein Stern so viel Strahlung, dass er seine Materie nicht länger zusammenhalten kann, da der nach außen wirkende Strahlungsdruck die nach innen wirkende Schwerkraft überwindet, und so seine äußeren Schichten abstößt. Der Stern würde in Doppel- oder Mehrfachsterne auseinanderbrechen.
Heute gehört er zu den Wolf-Rayet-Sternen und weist noch eine Masse von etwa 100 Sonnenmassen auf. Er besitzt etwa den 100-fachen Durchmesser unseres Zentralgestirns.
WR-Sterne sind dadurch gekennzeichnet, dass sie große Mengen an Materie in ihre Umgebung abstoßen, was zu einem erheblichen Masseverlust führt.
Diese stellaren Winde werden durch die Strahlung des Sterns stark beschleunigt und erreichen Geschwindigkeiten von bis zu 1,6 Millionen Kilometer pro Stunde, wobei er innerhalb von zehntausenden bis Millionen von Jahren einige Sonnenmassen verlieren kann.
Astronomen sind sich sicher, dass WR 102ka nach seinem nur wenige Millionen Jahre dauernden Leben in einer Supernova, vermutlich vom Typ SN Ic, explodieren wird. Durch die Explosion wird er für einige Zeit heller leuchten als alle anderen Sterne der Milchstraße zusammen, was von der Erde allerdings unbeobachtbar sein wird, da der ihn umgebende Staub und Nebel fast das gesamte Licht absorbieren wird.